# Magnolia lacei
Magnolia lacei là một loài thực vật có hoa trong họ Magnoliaceae. Loài này được (W.W.Sm.) Figlar mô tả khoa học đầu tiên năm 2000.